# Segunda División de España 1932-33
La temporada 1932-33 de la Segunda División de España de fútbol corresponde a la 5.ª edición del campeonato y se disputó entre el 27 de noviembre de 1932 y el 26 de marzo de 1933.
El vencedor de esa temporada fue el Oviedo F. C.

## Sistema de competición
La Segunda División de España 1932-33 fue organizada por la Federación Española de Fútbol.
Como en la temporada precedente, el torneo constaba de un grupo único integrado por diez clubes de toda la geografía española. Siguiendo un sistema de liga, los diez equipos se enfrentaron todos contra todos en dos ocasiones —una en campo propio y otra en campo contrario— sumando un total de dieciocho jornadas. El orden de los encuentros se decidió por sorteo antes de empezar la competición.
La clasificación final se estableció con arreglo a los puntos obtenidos en cada enfrentamiento, a razón de dos por partido ganado, uno por empatado y ninguno en caso de derrota. Si al finalizar el campeonato dos equipos sumaban la misma puntuación, los mecanismos establecidos por el reglamento para desempatar la clasificación eran los siguientes:
1. Los resultados particulares entre los equipos empatados (como si hubiesen disputado una liguilla entre ellos).
2. Si persistía el empate, el que tuviese la mejor diferencia de goles.

El equipo que más puntos sumó al final del campeonato se proclamó campeón de Segunda División y ascendió directamente a Primera División para la siguiente temporada, siendo reemplazado por el último clasificado de esta categoría.
En cambio, el último clasificado de Segunda esta temporada fue descendido a Tercera División, siendo reemplazado en la próxima edición por el campeón de la fase de ascenso de dicha categoría.

## Equipos participantes

### Equipos por región
| N.° | Región            | Equipos                                      |
| --- | ----------------- | -------------------------------------------- |
| 2   | Asturias          | Oviedo F. C. y Sporting de Gijón             |
| 2   | Galicia           | C. Celta de Vigo y C. Deportivo de La Coruña |
| 1   | Andalucía         | Sevilla F. C.                                |
| 1   | Asturias          | Sporting de Gijón                            |
| 1   | Castilla la Nueva | Athletic C. de Madrid                        |
| 1   | Región de Murcia  | Murcia F. C.                                 |
| 1   | Valencia          | C. D. Castellón                              |
| 1   | Vascongadas       | Unión C. de Irún                             |

### Ascensos y descensos
Un total de diez equipos disputan la liga: ocho equipos que permanecen de la temporada anterior, un equipo descendido de Primera División y un equipo ascendido de Tercera División. La siguiente tabla muestra los intercambios de plazas previos al comienzo de la temporada:
| Pos. | Ascendido a 1.ª División |
| ---- | ------------------------ |
| 1.º  | Betis Balompié           |

| Pos.     | Ascendido de 3.ª División |
| -------- | ------------------------- |
| 1.º (II) | C. A. Osasuna             |

| Pos. | Descendido de 1.ª División |
| ---- | -------------------------- |
| 10.º | Unión C. de Irún           |

| Pos. | Descendido a 3.ª División |
| ---- | ------------------------- |
| 10.º | Cataluña F. C.            |

### Información
| Equipo                 | Ciudad    | Entrenador       | Capitán | Estadio      | Capacidad |
| ---------------------- | --------- | ---------------- | ------- | ------------ | --------- |
| Athletic de Madrid     | Madrid    | Walter Harris    |         |              | 25 000    |
| Castellón              | Castellón | Andrés Balsa     |         | El Sequiol   | 6000      |
| Celta de Vigo          | Vigo      | José María Peña  |         | Balaídos     | 22 000    |
| Deportivo de La Coruña | La Coruña | Félix Gila       |         | Riazor       |           |
| Murcia                 | Murcia    | Antón Fivébr     |         | La Condomina | 6000      |
| Osasuna                | Pamplona  | Emilio Urdiroz   |         | San Juan     | 3000      |
| Oviedo                 | Oviedo    | Vicente Tonijuán |         | Buenavista   | 20 000    |
| Sevilla                | Sevilla   | Ramón Encinas    |         | Nervión      | 12 000    |
| Sporting de Gijón      | Gijón     | Manuel Meana     |         | El Molinón   | 15 000    |
| Unión de Irún          | Irún      |                  |         | Gal          |           |

## Desarrollo

### Clasificación
| Pos. | Equipo                    | Pts. | PJ | G  | E | P  | GF | GC | Dif. | Clasificación               |
| ---- | ------------------------- | ---- | -- | -- | - | -- | -- | -- | ---- | --------------------------- |
| 1    | Oviedo F. C. (C, A)       | 27   | 18 | 12 | 3 | 3  | 58 | 26 | +32  | Ascenso a Primera División  |
| 2    | Athletic C. de Madrid     | 24   | 18 | 10 | 4 | 4  | 40 | 35 | +5   |                             |
| 3    | Murcia F. C.              | 20   | 18 | 9  | 2 | 7  | 33 | 41 | −8   |                             |
| 4    | Unión C. de Irún          | 20   | 18 | 9  | 2 | 7  | 51 | 36 | +15  |                             |
| 5    | C. Deportivo de La Coruña | 18   | 17 | 7  | 4 | 6  | 38 | 38 | 0    |                             |
| 6    | Sporting de Gijón         | 16   | 17 | 7  | 2 | 8  | 49 | 40 | +9   |                             |
| 7    | C. Celta de Vigo          | 15   | 17 | 7  | 1 | 9  | 36 | 38 | −2   |                             |
| 8    | C. A. Osasuna             | 15   | 17 | 6  | 3 | 8  | 45 | 47 | −2   |                             |
| 9    | Sevilla F. C.             | 13   | 18 | 5  | 3 | 10 | 29 | 38 | −9   |                             |
| 10   | C. D. Castellón (D)       | 4    | 14 | 2  | 0 | 12 | 14 | 54 | −40  | Descenso a Tercera División |

 Fuente: BDFutbol
Criterios de clasificación: Puntos · Diferencia de goles · Goles a favor · Play-off
Notas:
1. ↑  El Campo del Sequiol fue clausurado a causa de los incidentes registrados durante el partido entre el C. D. Castellón y el Oviedo F. C. El club castellonense se negó a jugar los últimos cuatro partidos restantes como local en el Estadio de Mestalla de Valencia, motivo por el cual estos partidos se dieron por ganados a sus oponentes (Deportivo de la Coruña, Sporting de Gijón, Celta de Vigo y Osasuna) sin llegar a disputarse.

|                      |
| Campeón Oviedo F. C. |
| 1.er título          |

### Evolución de la clasificación
| Equipo / Jornada          | 01 | 02 | 03 | 04 | 05 | 06 | 07 | 08 | 09 | 10 | 11 | 12 | 13 | 14 | 15 | 16 | 17 | 18 |
| Equipo / Jornada          |    |    |    |    |    |    |    |    |    |    |    |    |    |    |    |    |    |    |
| ------------------------- | -- | -- | -- | -- | -- | -- | -- | -- | -- | -- | -- | -- | -- | -- | -- | -- | -- | -- |
| Oviedo F. C.              | 1  | 4  | 6  | 4  | 2  | 2  | 1  | 3  | 1  | 1  | 1  | 1  | 1  | 1  | 1  | 1  | 1  | 1  |
| Athletic C. de Madrid     | 5  | 9  | 9  | 9  | 9  | 8  | 9  | 7  | 5  | 5  | 2  | 3  | 2  | 2  | 2  | 2  | 2  | 2  |
| Murcia F. C.              | 4  | 3  | 1  | 1  | 3  | 5  | 2  | 6  | 7  | 8  | 7  | 5  | 4  | 5  | 4  | 5  | 4  | 3  |
| Unión C. de Irún          | 7  | 5  | 2  | 2  | 1  | 1  | 4  | 1  | 3  | 2  | 3  | 2  | 3  | 3  | 3  | 3  | 3  | 4  |
| C. Deportivo de La Coruña | 6  | 2  | 7  | 5  | 6  | 4  | 7  | 5  | 2  | 4  | 5  | 4  | 6  | 4  | 5  | 4  | 5  | 5  |
| Sporting de Gijón         | 9  | 8  | 8  | 8  | 7  | 6  | 3  | 2  | 4  | 3  | 4  | 6  | 5  | 6  | 6  | 6  | 6  | 6  |
| C. Celta de Vigo          | 3  | 7  | 5  | 7  | 4  | 7  | 8  | 9  | 8  | 9  | 8  | 8  | 7  | 7  | 7  | 7  | 7  | 7  |
| C. A. Osasuna             | 8  | 6  | 3  | 6  | 8  | 9  | 5  | 8  | 9  | 6  | 9  | 9  | 8  | 8  | 8  | 8  | 8  | 8  |
| Sevilla F. C.             | 2  | 1  | 4  | 3  | 5  | 3  | 6  | 4  | 6  | 7  | 6  | 7  | 9  | 9  | 9  | 9  | 9  | 9  |
| C. D. Castellón           | 10 | 10 | 10 | 10 | 10 | 10 | 10 | 10 | 10 | 10 | 10 | 10 | 10 | 10 | 10 | 10 | 10 | 10 |

## Resultados
| 27 de noviembre de 1932 |       |                           |  |                      |   |
| C. Celta de Vigo        | [4:2] | Unión C. de Irún          |  | Montero Román        | — |
| Athletic C. de Madrid   | [0:0] | C. Deportivo de La Coruña |  | Gómez Juaneda        | — |
| Sevilla F. C.           | [5:2] | Sporting de Gijón         |  | López Espinosa       | — |
| Oviedo F. C.            | [8:1] | C. D. Castellón           |  | Iturralde Gorostiaga | — |
| Murcia F. C.            | [2:1] | C. A. Osasuna             |  | Medina Toledo        | — |

| 4 de diciembre de 1932    |       |                       |  |                    |   |
| Unión C. de Irún          | [7:1] | Athletic C. de Madrid |  | Vallana Jeanguenat | — |
| C. A. Osasuna             | [4:2] | C. Celta de Vigo      |  | Ostalé Gómez       | — |
| Sporting de Gijón         | [2:2] | Murcia F. C.          |  | Balaguer García    | — |
| C. Deportivo de La Coruña | [3:1] | Oviedo F. C.          |  | Steimborn Ludvik   | — |
| C. D. Castellón           | [1:3] | Sevilla F. C.         |  | Arribas Seijas     | — |

| 11 de diciembre de 1932 |       |                           |  |                   |   |
| Athletic C. de Madrid   | [1:5] | C. A. Osasuna             |  | Comorera Gatuella | — |
| Murcia F. C.            | [1:0] | C. Deportivo de La Coruña |  | López Espinosa    | — |
| Unión C. de Irún        | [1:0] | Sevilla F. C.             |  | Melcón Bartolomé  | — |
| Oviedo F. C.            | [3:3] | Sporting de Gijón         |  | Menchaca González | — |
| C. Celta de Vigo        | [4:1] | C. D. Castellón           |  | Hernández Areces  | — |

| 18 de diciembre de 1932   |       |                       |  |                    |   |
| C. D. Castellón           | [1:3] | Murcia F. C.          |  | Castarlenas Mora   | — |
| C. A. Osasuna             | [1:2] | Unión C. de Irún      |  | Vallana Jeanguenat | — |
| Sevilla F. C.             | [0:0] | Athletic C. de Madrid |  | Vilalta Bars       | — |
| C. Deportivo de La Coruña | [4:3] | Sporting de Gijón     |  | Montero Román      | — |
| Oviedo F. C.              | [2:1] | C. Celta de Vigo      |  | Elorza Azpeitia    | — |

| 25 de diciembre de 1932 |       |                           |  |                      |   |
| C. Celta de Vigo        | [4:1] | Sevilla F. C.             |  | Insausti Lizaso      | — |
| Unión C. de Irún        | [7:1] | C. Deportivo de La Coruña |  | Iturralde Gorostiaga | — |
| C. D. Castellón         | [3:4] | Athletic C. de Madrid     |  | Comorera Gatuella    | — |
| Sporting de Gijón       | [8:2] | C. A. Osasuna             |  | López Espinosa       | — |
| Murcia F. C.            | [1:3] | Oviedo F. C.              |  | Sanchis Orduña       | — |

| 1 de enero de 1933        |       |                  |  |                  |   |
| Athletic C. de Madrid     | [2:0] | C. Celta de Vigo |  | Castarlenas Mora | — |
| Sporting de Gijón         | [5:1] | Unión C. de Irún |  | Balaguer García  | — |
| C. Deportivo de La Coruña | [4:0] | C. D. Castellón  |  | Canga-Argüelles  | — |
| C. A. Osasuna             | [3:3] | Oviedo F. C.     |  | Vilalta Bars     | — |
| 3 de enero de 1933        |       |                  |  |                  |   |
| Sevilla F. C.             | [3:1] | Murcia F. C.     |  | Gómez Juaneda    | — |

| 8 de enero de 1933 |       |                           |  |                  |   |
| Oviedo F. C.       | [5:1] | Sevilla F. C.             |  | Ledesma Corredor | — |
| C. Celta de Vigo   | [3:4] | Sporting de Gijón         |  | Escartín Morán   | — |
| C. D. Castellón    | [3:0] | Unión C. de Irún          |  | López Espinosa   | — |
| Murcia F. C.       | [4:1] | Athletic C. de Madrid     |  | Vilalta Bars     | — |
| C. A. Osasuna      | [8:1] | C. Deportivo de La Coruña |  | Elorza Azpeitia  | — |

| 15 de enero de 1933       |       |                  |  |                    |   |
| Athletic C. de Madrid     | [3:0] | Oviedo F. C.     |  | Medina Toledo      | — |
| Unión C. de Irún          | [9:1] | Murcia F. C.     |  | Elorza Azpeitia    | — |
| C. Deportivo de La Coruña | [7:2] | C. Celta de Vigo |  | Castarlenas Mora   | — |
| Sporting de Gijón         | [6:1] | C. D. Castellón  |  | Vallana Jeanguenat | — |
| Sevilla F. C.             | [3:1] | C. A. Osasuna    |  | Gómez Juaneda      | — |

| 22 de enero de 1933       |       |                   |  |                      |   |
| Athletic C. de Madrid     | [2:0] | Sporting de Gijón |  | Ledesma Corredor     | — |
| C. A. Osasuna             | [1:2] | C. D. Castellón   |  | Montero Román        | — |
| C. Deportivo de La Coruña | [3:1] | Sevilla F. C.     |  | Iturralde Gorostiaga | — |
| Oviedo F. C.              | [2:0] | Unión C. de Irún  |  | Melcón Bartolomé     | — |
| Murcia F. C.              | [1:2] | C. Celta de Vigo  |  | Gómez Juaneda        | — |

### Tabla de resultados cruzados
| Local \ Visitante         | ATM | CAS | CEL | DEP | MUR | OSA | OVI | SEV | SPO | UNI |
| ------------------------- | --- | --- | --- | --- | --- | --- | --- | --- | --- | --- |
| Athletic C. de Madrid     | —   | 8–1 | 2–0 | 0–0 | 4–2 | 1–5 | 3–0 | 2–1 | 2–0 | 4–2 |
| C. D. Castellón           | 3–4 | —   | N/D | N/D | 1–3 | N/D | 0–2 | 1–3 | N/D | 3–0 |
| C. Celta de Vigo          | 2–3 | 4–1 | —   | 4–1 | 1–2 | 3–0 | 2–1 | 4–1 | 3–4 | 4–2 |
| C. Deportivo de La Coruña | 1–1 | 4–0 | 7–2 | —   | 1–1 | 5–0 | 3–1 | 3–1 | 4–3 | 5–0 |
| Murcia F. C.              | 4–1 | 1–0 | 1–2 | 1–0 | —   | 2–1 | 1–3 | 3–2 | 5–1 | 2–1 |
| C. A. Osasuna             | 2–2 | 1–2 | 4–2 | 8–1 | 6–1 | —   | 3–3 | 4–0 | 3–2 | 1–2 |
| Oviedo F. C.              | 5–1 | 8–1 | 2–1 | 6–1 | 3–0 | 7–1 | —   | 5–1 | 3–3 | 2–0 |
| Sevilla F. C.             | 0–0 | 4–0 | 1–1 | 1–1 | 3–1 | 3–1 | 1–2 | —   | 5–2 | 1–2 |
| Sporting de Gijón         | 0–1 | 6–1 | 3–1 | 2–0 | 2–2 | 8–2 | 2–3 | 5–1 | —   | 5–1 |
| Unión C. de Irún          | 7–1 | 6–0 | 3–0 | 7–1 | 9–1 | 3–3 | 2–2 | 1–0 | 3–1 | —   |

## Resumen
Campeón de Segunda División y asciende a Primera División:
| - Oviedo Fútbol Club |

Desciende a Tercera división: 
| - Club Deportivo Castellón |